# Ledringhem
Ledringhem är en kommun i departementet Nord i regionen Hauts-de-France i norra Frankrike. Kommunen ligger i kantonen Wormhout som tillhör arrondissementet Dunkerque. År 2022 hade Ledringhem 618 invånare.

## Befolkningsutveckling
Antalet invånare i kommunen Ledringhem
| Referens: INSEE |